# Ralph Heck
Ralph Heck (* 13. Oktober 1956 in Eupen) ist ein belgischer Manager und Unternehmer. Er war Partner bei McKinsey & Company und von 2020 bis 2024 Vorstandsvorsitzender der Bertelsmann Stiftung.

## Leben
Heck wuchs in der deutschsprachigen Gemeinschaft Belgiens auf. Nach dem Abitur am Collège Patronné studierte er Wirtschaftsingenieurwesen an der Universität Karlsruhe. Dort promovierte er im Bereich der Volkswirtschaftslehre zu den Auswirkungen von Wechselkursveränderungen auf Handelsströme innerhalb der Europäischen Union. Parallel war er zeitweise für den Internationalen Währungsfonds tätig.

## Wirken
Von 1982 bis 2016 war Heck Mitarbeiter (zuletzt Partner und Senior Director) der Unternehmens- und Strategieberatung McKinsey & Company. Heck war in diesen Jahren international und in einer Vielzahl von Wirtschaftssektoren tätig, darunter der Automobil-, Handels-, Medien-, Konsumgüter- und Energiebranche sowie für Nichtregierungsorganisationen. Neben seiner Beratungstätigkeit bei McKinsey & Company übernahm er diverse interne Führungsaufgaben, unter anderem in Personalkomitees. Durch seine Tätigkeit bei McKinsey & Company hat Heck sich zudem zum Experten in mehreren Funktionsbereichen entwickelt, insbesondere in der Organisations- und Strategieentwicklung und im Bereich Operations.
Mit Erreichen der Altersgrenze ist er als Aufsichtsrat und Unternehmer tätig. Aktuell ist er Mitglied des Beirates der Würth-Gruppe, stellvertretender Aufsichtsratsvorsitzender von Klöckner & Co sowie Vorsitzender des Beirates der Formel D Group. Zudem war er Vorsitzender des Aufsichtsrats der Schaltbau Holding und Mitglied des Aufsichtsrats von Bilfinger.
Im August 2020 wurde Heck Vorstandsvorsitzender der Bertelsmann Stiftung. Bereits seit 2012 hatte Heck als Mitglied des Kuratoriums die Entwicklung der Stiftung begleitet. Als Vorsitzender des Vorstands vertrat er die Stiftung nach innen und außen und leitete ihre Geschäfte. Heck ist Mitglied des Board of Directors der Bertelsmann Foundation North America, Mitglied im Patronat der Fundación Bertelsmann und Vorsitzender des Kuratoriums des Reinhard-Mohn-Instituts für Unternehmensführung an der Universität Witten/Herdecke. Zudem war er Mitglied des Beirats des Centrums für Hochschulentwicklung (CHE). Zum Jahreswechsel 2024/2025 übergab er den Vorstandsvorsitz an Hannes Ametsreiter. Heck ist seitdem wieder Mitglied des Kuratoriums der Bertelsmann Stiftung.
Heck befasst sich mit Zukunftsfragen, insbesondere Nachhaltigkeit, und engagiert sich bei der Gestaltung von unternehmerischen und gesellschaftlichen Veränderungsprozessen. Er ist Initiator diverser Initiativen, unter denen sich auch das Business Leadership Forum Kitzbühel befindet.